# Закон Украины «Об обеспечении функционирования украинского языка как государственного»
Закон Украины «Об обеспечении функционирования украинского языка как государственного» (укр. Закон України «Про забезпечення функціонування української мови як державної») — закон, принятый Верховной Радой Украины 25 апреля 2019 года. Закон был принят 278 голосами народных депутатов. Против голосовали — 38, воздержалось — 7, не голосовали — 25.
Закон подписали спикер парламента Андрей Парубий и Президент Украины Пётр Порошенко. 16 мая 2019 года закон был опубликован «Голосом Украины». Закон вступил в силу 16 июля 2019 года — через два месяца со дня его опубликования.
Ранее статус украинского языка регулировал Закон Украины «Об основах государственной языковой политики» (так называемый «закон Кивалова-Колесниченко») — этот документ фактически нивелировал статус украинского языка как единственного государственного в Украине. После Революции достоинства его пытались отменить, и тогдашний спикер парламента не подписал это решение Рады, ссылаясь на необходимость сначала разработать новый закон.
Чтобы заменить признанный неконституционным «Закон Кивалова-Колесниченко», был разработан и принят в первом чтении осенью 2018 законопроект 5670-д . В написании проекта закона участвовали общественные активисты и эксперты.

## Новые институты
Закон предусматривает создание следующих институтов:
- Уполномоченный по защите государственного языка[англ.] — следит за соблюдением норм Закона. Этому чиновнику можно подать жалобу на нарушение закона или прав на изучение украинского языка. Офис Уполномоченного должен изучить и отреагировать на жалобу в течение 10 дней с момента подачи. 27 ноября 2019 года первим уполномоченным по защите государственного языка стала Татьяна Монахова  — общественная активистка и заведующая кафедрой журналистики ЧНУ им. П. Могилы.
- Национальная комиссия по стандартам государственного языка[укр.] — центральный орган исполнительной власти, будет осуществлять проработку и утверждение стандартов украинского языка как государственного.

## Предмет

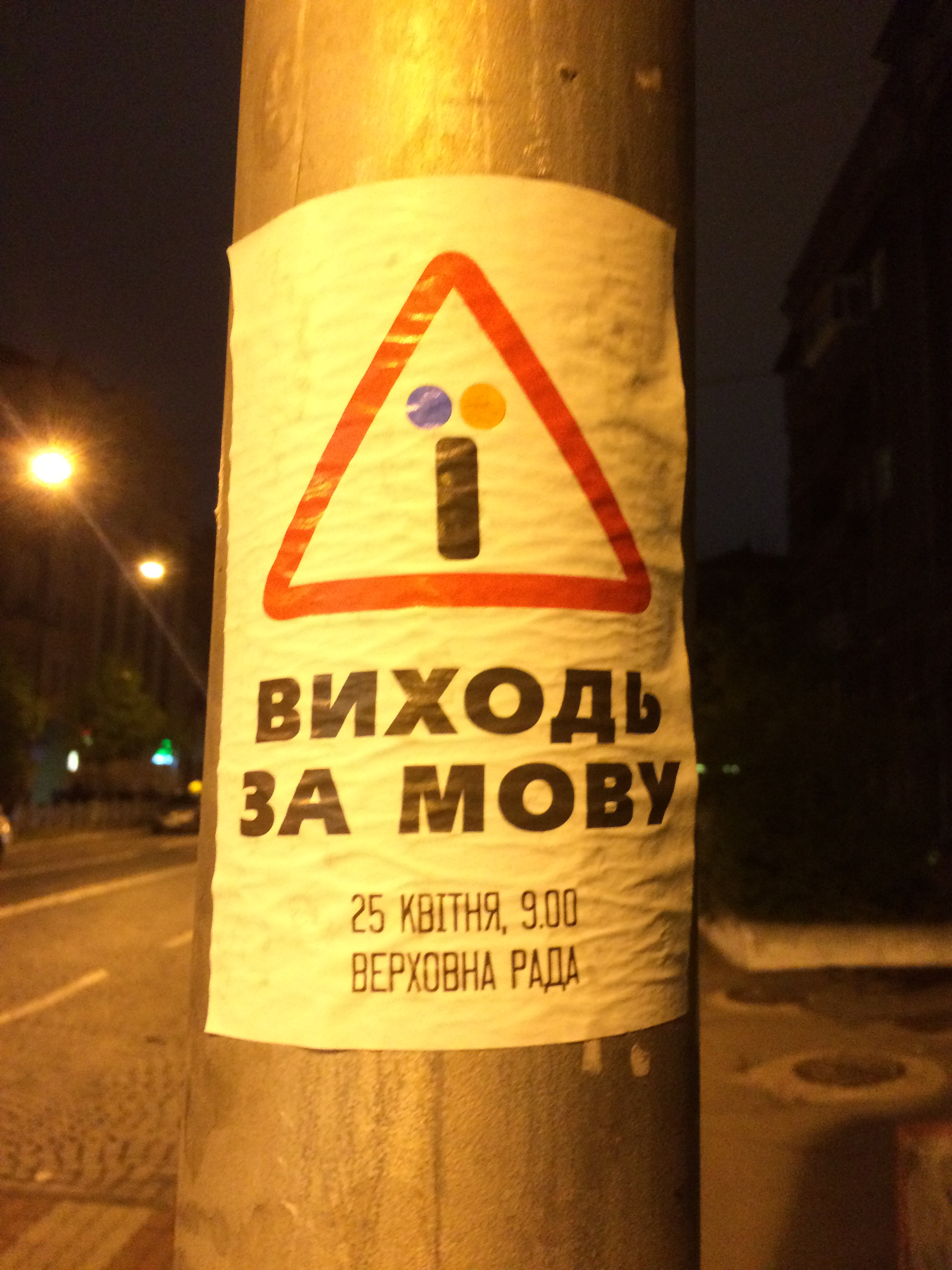
Выходи за язык

Закон обеспечил приоритетность украинского языка в более чем 30 сферах общественной жизни: в частности, в государственном управлении, СМИ, сфере образования, науки, культуры, рекламы, услуг. В то же время он достаточно гибок по применению других языков рядом с украинским и вообще никак не регулирует частное общение.
Из-за страшного сопротивления принятию Закона со стороны пророссийских сил в парламенте и обществе, а также из-за популистской критики относительно «радикальности» Закона, ряд норм были смягчены, а некоторые — исключены: например, служба языковых инспекторов, центр украинского языка, терминологический центр украинского языка. Также статус Национальной комиссии по стандартам государственного языка несколько снижен, и он координируется Кабинетом министров Украины через Минобразования.

### Важные положения языкового закона
- Государственный статус украинского языка является неотъемлемым элементом конституционного строя Украины как унитарного государства (статья 1, часть 3).
- Украинский язык, как единственный государственный язык, выполняет функции языка межэтнического общения, является гарантией защиты прав человека для каждого гражданина Украины независимо от его этнического происхождения, а также является фактором единства и национальная безопасность Украины (статья 1, часть 8).
- Действие настоящего Закона не распространяется на сферу частного общения и совершения религиозных обрядов (часть 2 статьи 2). Однако понятие «частное общение» весьма расплывчато, и в законе не уточняется объем этого термина. Например, если люди общаются на другом языке в кафе, на свадьбе или на улице друг с другом, то можно интерпретировать как частное, так и публичное общение, поскольку в этом случае оно осуществляется в присутствии нескольких человек или неопределенного круга лиц. Закон не устанавливает защиту права на защиту украинского языка даже во время частного общения, а также не устанавливает санкций за требование использования другого языка собеседника в частном общении.
- Государство организует бесплатные курсы украинского языка для взрослых и предоставляет возможность свободно овладевать государственным языком гражданам Украины, которые не имели такой возможности (статья 6, часть 3).
- Статьи 9, 10 и 11 определяют чрезвычайно широкий круг лиц, для которых знание государственного языка является обязательным; требования к уровню владения государственным языком одинаковы.
- Никто не может быть принужден к использованию на работе и при выполнении обязанностей по трудовому договору иного языка, кроме украинского (часть 1 статьи 20). Запрещается требовать при приеме на работу знание другого языка, кроме национального.
- Печатные средства массовой информации могут издаваться на иных языках при условии, что тираж этого издания на государственном языке выходит в свет одновременно с соответствующим тиражом издания на иностранном языке (статья 25, часть 1).).
- В каждом месте распространения печатных средств массовой информации печатные средства массовой информации на государственном языке должны составлять не менее 50 процентов наименований печатных средств массовой информации, распространяемых в этом месте (часть 4 статьи 25).
- Нормы статьи 25 не распространяются, в частности, на издания на языках коренных народов, в том числе на крымскотатарском языке, а также на такие издания, как Kyiv Post, которая издается на английском языке и предназначена для иностранных читателей, которые еще не освоили государственный язык.
- Издатель, внесенный в Государственный реестр издателей, производителей и распространителей полиграфической продукции, обязан опубликовать на государственном языке не менее 50 процентов всех наименований книжных изданий, изданных им в течение соответствующего календарного года (статья 26 часть 1).
- Доля книжных изданий на государственном языке в общем количестве наименований книжных изданий, имеющихся в продаже в каждом книжном магазине или ином учреждении, занимающемся распространением книг, должна составлять не менее 50 процентов (часть 2 статьи 26).
- Новые статьи или обновленные подходы — это ст. 27 «Государственный язык в области пользовательских интерфейсов программ для ЭВМ и веб-сайтов», ст. 28 «Государственный язык в сфере информации для всеобщего сведения», ст. 29 «Государственный язык в сфере массовых мероприятий».
- Чрезвычайно важная статья 30 «Государственный язык в сфере бытового обслуживания», которым является украинский язык. По желанию клиента его личное обслуживание может осуществляться на другом приемлемом для сторон языке (часть 3). Это означает, что первый адрес сотрудника службы должен быть на украинском языке, и в случае обращения клиента он имеет право, но не обязан перейти на другой язык, и переход не будет нарушением. Ведь главное — обеспечить распространение государственного языка во всех сферах общественной жизни и обеспечить конституционное право граждан получать услуги на украинском языке. В любом другом государстве мира украинец также имеет полное право требовать такую услугу, если он знает или понимает государственный язык. Для этого желательно предварительно поинтересоваться, говорит ли человек, к которому обращается гражданин, на украинском языке.

Поэтому в Законе предусмотрены нормы о порядке наложения штрафов на субъектов хозяйствования за нарушение Закона о применении государственного языка в сфере обслуживания потребителей. Положение «Язык, приемлемый для сторон» по тому же принципу используется и в других сферах, в частности, в здравоохранении и транспорте. Отдельный раздел Закона посвящен не только Национальной комиссии по стандартам государственного языка, но и Уполномоченному по защите государственного языка.
Закон также согласно ст. 12 Конституции Украины, которая отмечает, что Украина заботится об удовлетворении национально-культурных и языковых потребностей украинцев, проживающих за пределами государства, предоставляет возможность осуществлять мероприятия по овладению государственным языком представителями украинской диаспоры, а также устанавливает обязанность владения государственным языком лица, которая претендует на получение удостоверения зарубежного украинца.

## История
Инициативная группа начала работу над законопроектом в феврале 2016 года. Группа разрасталась за счет юристов, языковедов, общественных активистов, и весной 2016 года она получила легальный статус и поручение Министерства культуры. Уже официальную группу по разработке законопроекта возглавил доктор юридических наук профессор Владимир Василенко, писавший еще первый закон о языках, принятый в 1989 году.
Группа начала работу не на пустом месте, а перебрала наработки последних 10 лет, после чего группа пришла к согласию, что лучшим является текст, написанный еще в 2012 году Оксаной Сыроид и Сергеем Головатым. Этот текст она взяла за основу, но в течение дальнейшей, практически ежедневной работы до конца 2016 года на его основе был написан совершенно новый законопроект, который в январе 2017 года был зарегистрирован более 30 народными депутатами под № 5670.
В его наработке в группе Василенко участвовало всего до 20 человек, в том числе Оксана Заболотная, Тарас Марусик, Максим Кобелев, Сергей Оснач, Роман Головенко, Александр Иванов, Святослав Литинский и другие. Один из участников — Алексей Куренный — не дожил до дня принятия проекта, он погиб в автокатастрофе.
Разработчики законопроекта и созданная группой в январе 2017 года общественная коалиция «Украина — закон о государственном языке!» сразу стремилась сделать так, чтобы соавторами Закона были депутаты разных фракций, чтобы он объединял парламент и Украину, а не использовался для пиара какой-либо партии или отдельных политиков. Путь к этому был непростым. Далеко не все парламентские силы восприняли такой подход, были умышленно зарегистрированы несколько других законопроектов, растягивающих голоса.
Члены группы сделали все возможное, чтобы объединить три законопроекта в один общий, и в июне 2017 года появился Общественный Закон о языке 5670-д, который подписали 76 депутатов во главе с Николаем Княжицким — из всех постмайданных и внефракционных фракций. Среди них свои подписи поставили большинство авторов всех трех законопроектов. Большинство, но не все, потому вместо одного проекта получили 4. Однако именно объединенный комитетский проект получил однозначную поддержку в общественной и экспертной среде, и в то же время, конечно, стал основным объектом атаки сил противодействия.
4 октября 2018 года 261 депутат Верховной Рады проголосовал за проект Закона Украины «Об обеспечении функционирования украинского языка как государственного» (№ 5670-д) в первом чтении.
Подготовка «языкового» законопроекта ко второму чтению длилась около четырех месяцев. За это время комитет ВР по культуре и духовности обработал более двух тысяч поправок, поступивших от народных депутатов.
25 апреля 2019 года Верховная Рада приняла Закон «Об обеспечении функционирования украинского языка как государственного» во втором чтении.
Сразу после завершения голосования было подано 4 постановления по его отмене, поданные пророссийскими депутатами Вадимом Новинским, Александром Вилкулом, Юрием Бойко и Нестором Шуфричем; до рассмотрения этих документов в сессионном зале ни спикер парламента Андрей Парубий, ни Президент Петр Порошенко не могли подписать этот Закон. Рассмотрение проектов постановлений было запланировано на 14 мая 2019 года.
11 мая Окружной административный суд города Киева отказал в удовлетворении заявления общественной организации «Институт правовой политики и социальной защиты имени Ирины Бережной» к спикеру Верховной рады Украины Андрею Парубию о запрете подписывать Закон Украины «Об обеспечении функционирования украинского языка как государственного».
14 мая Верховная Рада отклонила проекты постановлений, блокировавших подписание ранее принятого Закона, сразу же после этого председатель Верховной Рады Андрей Парубий подписал закон. 15 мая Президент Украины Петр Порошенко подписал закон. 16 мая 2019 года Закон был опубликован «Голосом Украины». 16 июля 2019, через 2 месяца со дня опубликования, Закон вступил в силу.

## Голосование
Закон во втором чтении и принят 278 голосами народных депутатов. Против голосовали 38, воздержались 7, не голосовали 25.
Во время голосования перед Радой проходила акция в поддержку Закона, организованную коалицией «Украине — закон о государственном языке», в который входят несколько десятков общественных организаций. Языковой закон пришли поддержать художники, литераторы, издатели, музыканты, волонтеры, военные, государственные и церковные деятели, неравнодушные граждане. Также акция в поддержку закона состоялась в Харькове.

## Реакция
- Венгрия: Министерство иностранных дел Венгрии 16 мая 2019 года обнародовало заявление о подписании президентом Украины Петром Порошенко закона «О функционировании украинского языка как государственного». Венгерские дипломаты назвали закон «соответствующим духу Петра Порошенко» и выразили надежду, что с новоизбранным президентом Владимиром Зеленским смогут решиться «проблемные вопросы» относительно венгерского нацменьшинства в Украине.[18]
- Россия предложила Совету Безопасности ООН созвать заседание для осуждения Закона Украины № 5670-д «Об обеспечении функционирования украинского языка как государственного». Заседание могло состояться в понедельник, 20 мая 2019.[19][20]
- ООН: Совет Безопасности ООН на заседании 20 мая отказался рассматривать принятый в Украине закон об обеспечении функционирования украинского языка как государственного. В начале заседания представители нескольких стран высказались против рассмотрения этого вопроса, в частности, в день инаугурации нового президента Украины, заявляя о намерении России оказывать таким образом давление на Киев. В частности, против высказались представители Франции, Германии, США, Бельгии, Польши.

## Попытки отмены

### Представление в Конституционный Суд
В июне 2019 года, после выборов Президента Украины и избрания и инаугурации Владимира Зеленского до вступления закона в силу в Конституционный Суд Украины поступило представление 51 народного депутата о конституционности закона Украины «Об обеспечении функционирования украинского языка как государственного». В частности, представление подписано в основном нардепами из фракции «Оппозиционный блок». Согласно документу, уполномоченными авторами представления являются депутаты от «Оппозиционного блока» Александр Долженков и сопредседатель фракции «Оппозиционный блок» парламенте Вадим Новинский.
Так, авторы заявили, что законом «русский язык на законодательном уровне полностью исключается из трудовых отношений, из сферы образования, сферы науки, сферы культуры, сферы телевидения и радиовещания, сферы печатных средств массовой информации, сферы книгоиздания и книгораспространения, сферы пользовательских интерфейсов. компьютерных программ и вебсайтов, сферы публичных мероприятий, сферы обслуживания потребителей, сферы спорта, сферы телекоммуникаций и почтовой связи, сферы делопроизводства, документооборота, переписки и всех других сфер жизни граждан». Обращение подписали.
Хотя этот Закон не касается языков национальных меньшинств и не может противоречить Европейской хартии региональных языков, поскольку его положение определяет, что «Хартия не может отменять обязательность применения государственного языка», а определяет использование государственного языка в соответствии с Конституцией и решением Конституционного Суда 1999 года, и выводов Венецианской комиссии. В частности, в отношении Закона о языках меньшинств этот проект должен быть разработан Правительством в течение 6 месяцев после вступления в силу Закона о языке. Об этом говорится в переходных положениях.
Также Закон не может признаваться неконституционным из-за того, что не соответствует регламенту, а только из-за несоответствия Конституции. Ввиду того, что Верховная Рада рассматривала Закон в течение 20 заседаний, что является рекордом, и за это время она рассмотрела более 2000 правок. Председатель Комитета Верховной Рады по культуре и духовности Николай Княжицкий толковал каждое по требованию депутатов, а Председатель Верховной Рады Андрей Парубий или его заместители Ирина Геращенко и Оксана Сыроид ставили на голосование. Все правки были рассмотрены конституционным способом. За закон проголосовало 278 депутатов из 226 необходимых. Следовательно, те, кто утверждают, что происходило не персональное голосование, должны доказать: по меньшей мере 53 депутата проголосовали не лично.
14 июля 2021 Конституционный Суд Украины признал Закон конституционным. Судьи Головатый С. П., Колесник В. П., Лемак В. В., Литвинов О. М., Сасс С. В., Первомайский О. О. и Юровская Г. В. высказали отдельные и сходящиеся мысли к решению.

### Вторая попытка
В декабре 2019 года народный депутат от «Слуги народа» Максим Бужанский внес в парламент законопроект о признании Закона «Об обеспечении функционирования украинского языка как государственного» утратившим силу «на базе вновь открывшихся обстоятельств ввиду решения Венецианской Комиссии».

## Социология
По результатам социологического исследования «Восприятие украинцами телерадиоэфира: результаты исследования общественного мнения», проведенного Киевским международным институтом социологии (КМИС) в течение мая-июня 2019 по заказу Национального совета по вопросам телевидения и радиовещания, около 80 % граждан предпочитает украинский как основной язык телевизионного и радиоэфира и являются активными потребителями украиноязычного контента на радио и телевидении.
Согласно сообщению мониторинговой платформы «Опендатабот», за 6 месяцев 2023 больше всего жалоб о нарушении языкового закона было в администрацию г. Киева — 674 обращения. На втором месте Харьковщина — 256 жалоб, а на третьей строчке Одесщина — 238 жалоб. Многие жалобы были зарегистрированы на Днепропетровщине — 145 нарушений. 73 % всех жалоб приходится именно на эти регионы. Если сравнить с большинством других регионов Украины, то, например, одесские показатели значительно превышают их — в 16 областях Украины зарегистрировано не более 20 жалоб за полгода. Почти треть всех жалоб касается отсутствия украинской версии сайтов, на втором месте — обращение по обслуживанию на русском языке. Также много нарушений в сфере рекламы и образования.

## Выполнение
16 июля 2021 вступили в силу нормы Закона, в которых говорится о необходимости распространения и демонстрирования фильмов в Украине на государственном языке. Это статья 23. Однако, по результатам мониторинга проведенного в следующие два дня были выявлены нарушения этой нормы на каналах «1+1», «Украина», «ICTV», «Интер», «НТН», «К1» и «Мега», которые продолжили показывать фильмы, сериалы и программы на русском языке с украинскими субтитрами.
16 января 2022 вступила в силу статья 25 Закона «Об обеспечении функционирования украинского языка как государственного». По которой русскоязычные печатные СМИ теперь смогут распространяться на территории страны, если «одновременно будет издаваться тираж этого издания на государственном языке». Версии на разных языках должны издаваться в один день под одинаковым названием, соответствовать друг другу по содержанию, объему и способу печати. Такие нормы Закона не распространяются на печатные СМИ, издаваемые на крымскотатарском языке, на других языках коренных народов Украины, на английском или другом официальном языке Евросоюза.
Но ее действие пока распространяется на общегосударственные и региональные СМИ. Местные СМИ еще будут иметь 30 месяцев переходного периода и будут обязаны выполнять требования 25 статьи с 16 июля 2024 года.
16 июля 2024 года для местных печатных медиа вступила в силу статья 25 закона, регламентирующая использование ими государственного языка, сообщает Секретариат уполномоченного по защите государственного языка. Распространение по подписке печатных медиа, выданных негосударственным языком, допускается при условии обеспечения возможности подписки в Украине такого же издания на государственном языке. Кроме того, в каждом месте распространения (газетные раскладки в метро, на вокзалах, в супермаркетах, на АЗС) печатные медиа на государственном языке должны составлять не менее 50 % распространяемых в этом месте названий печатных медиа.
В то же время, ряд требований не распространяется на печатные средства массовой информации, которые издаются исключительно на крымскотатарском языке, на других языках коренных народов Украины, на английском языке, на другом официальном языке Европейского Союза, независимо от того, содержат ли они тексты на государственном языке, и на научные издания.

## Нарушения
С января по октябрь 2023 в Уполномоченный по защите государственного языка поступило 3015 обращений от граждан относительно нарушений языкового закона. Это на 4 % больше по сравнению с соответствующим периодом 2021: тогда было зафиксировано 2895 обращений.
28 % от общего количества обращений касается нарушений языкового закона в программном обеспечении и на сайтах, в основном жаловались на отсутствие украинской версии сайта. В последние три года именно эта категория является антилидером. На втором месте — жалобы на обслуживание потребителей. За неполный 2023 год было зарегистрировано 519 таких обращений (16,5 %).
С 2021 по 2023 годы возросла доля обращений граждан по поводу нарушений языкового закона в сфере рекламы: с 11 % к 15 %. Еще 190 обращений (6 %) касаются информации о товарах и услугах.
За последние три года заметно вырос процент обращений по поводу нарушений в сфере образования и науки — более чем вдвое, из 4 % в 2021 году до 9 % в этом году. А процент обращений в сфере здравоохранения увеличился почти в три раза: с 1,6 % в 2021 году до 4,3 % в 2023 году.
Три года подряд по количеству обращений лидирует Киев. Именно на столицу приходится более трети — 36 % — от всех обращений по поводу нарушений языкового закона в Украине.
В целом львиная часть всех обращений (77 %) поступает из 5 регионов: Киев, Харьковская, Одесская, Днепропетровская и Киевская области.
За последние три года наименьшее количество обращений зарегистрировано в Ивано-Франковской, Тернопольской, Ровенской и Черновицкой областях.